# St. Wendelinus (Bierfeld)

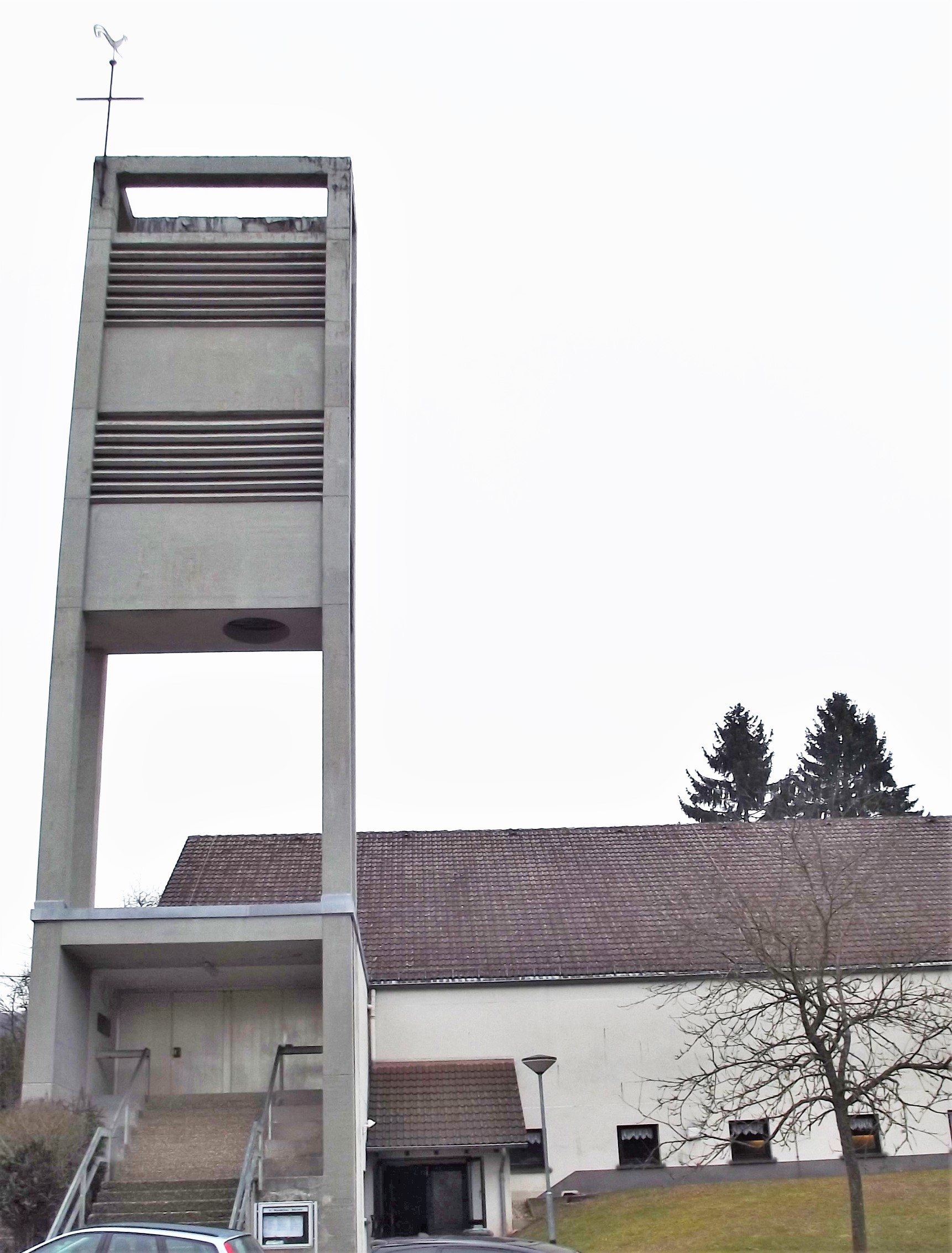

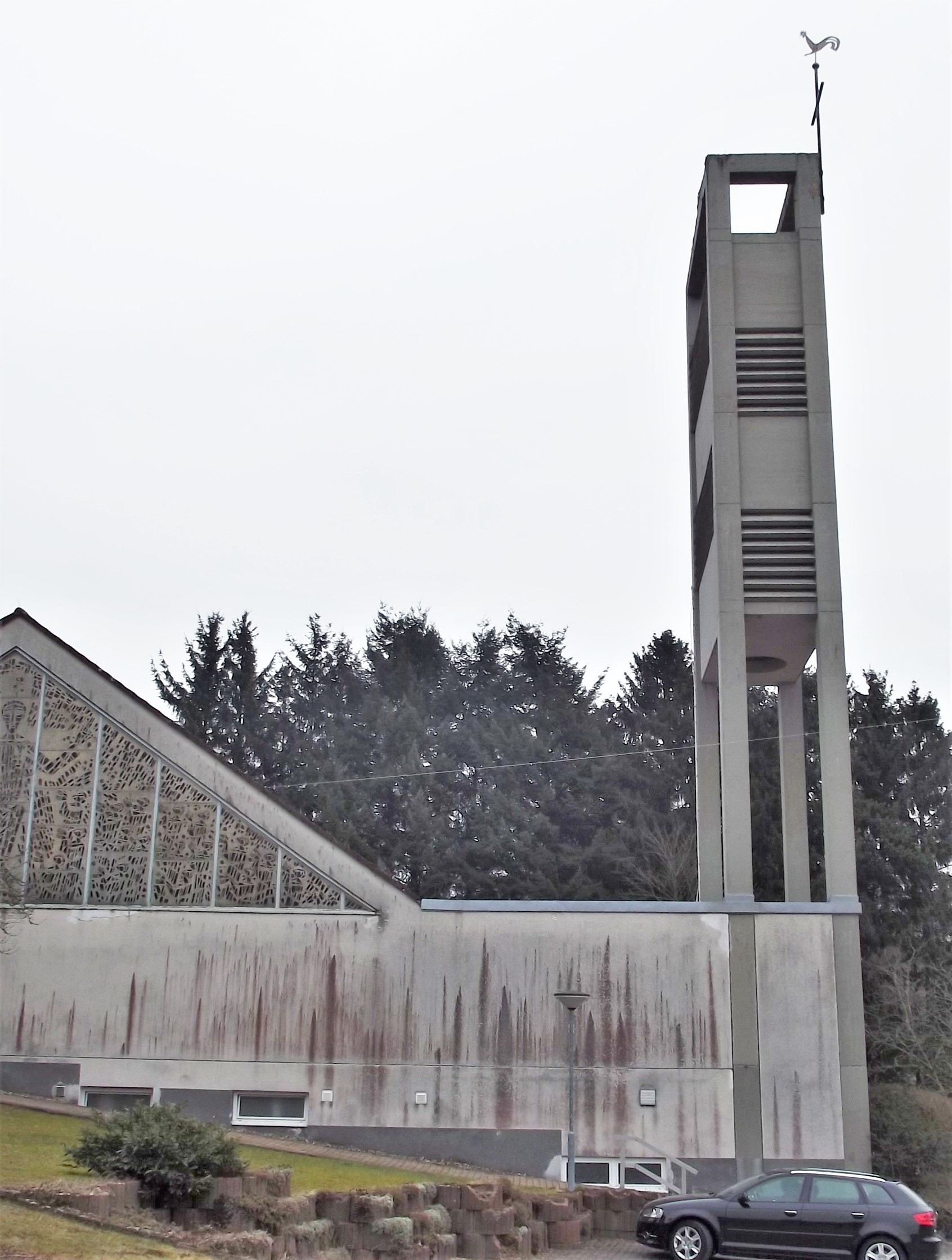

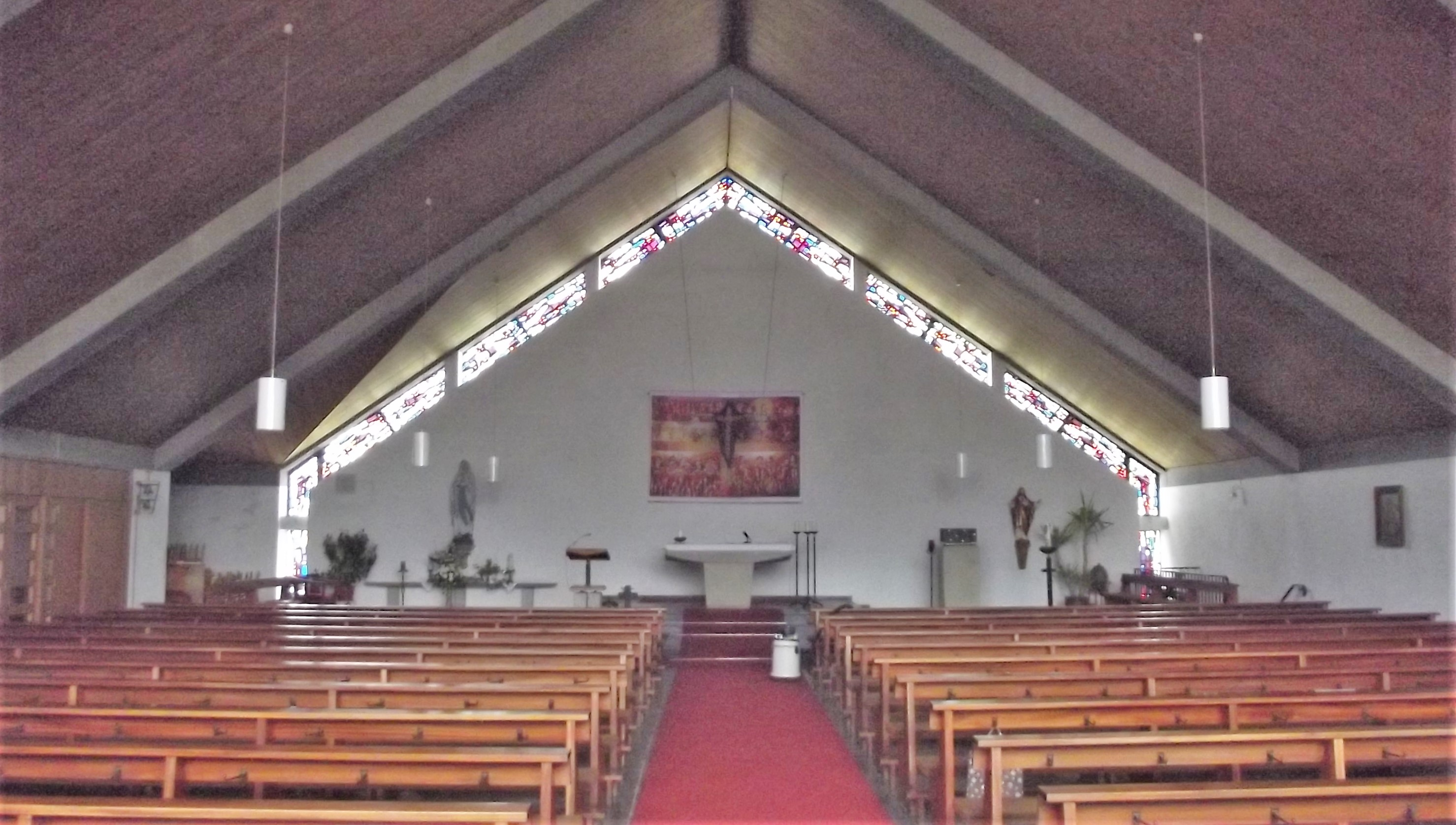
Innenraum

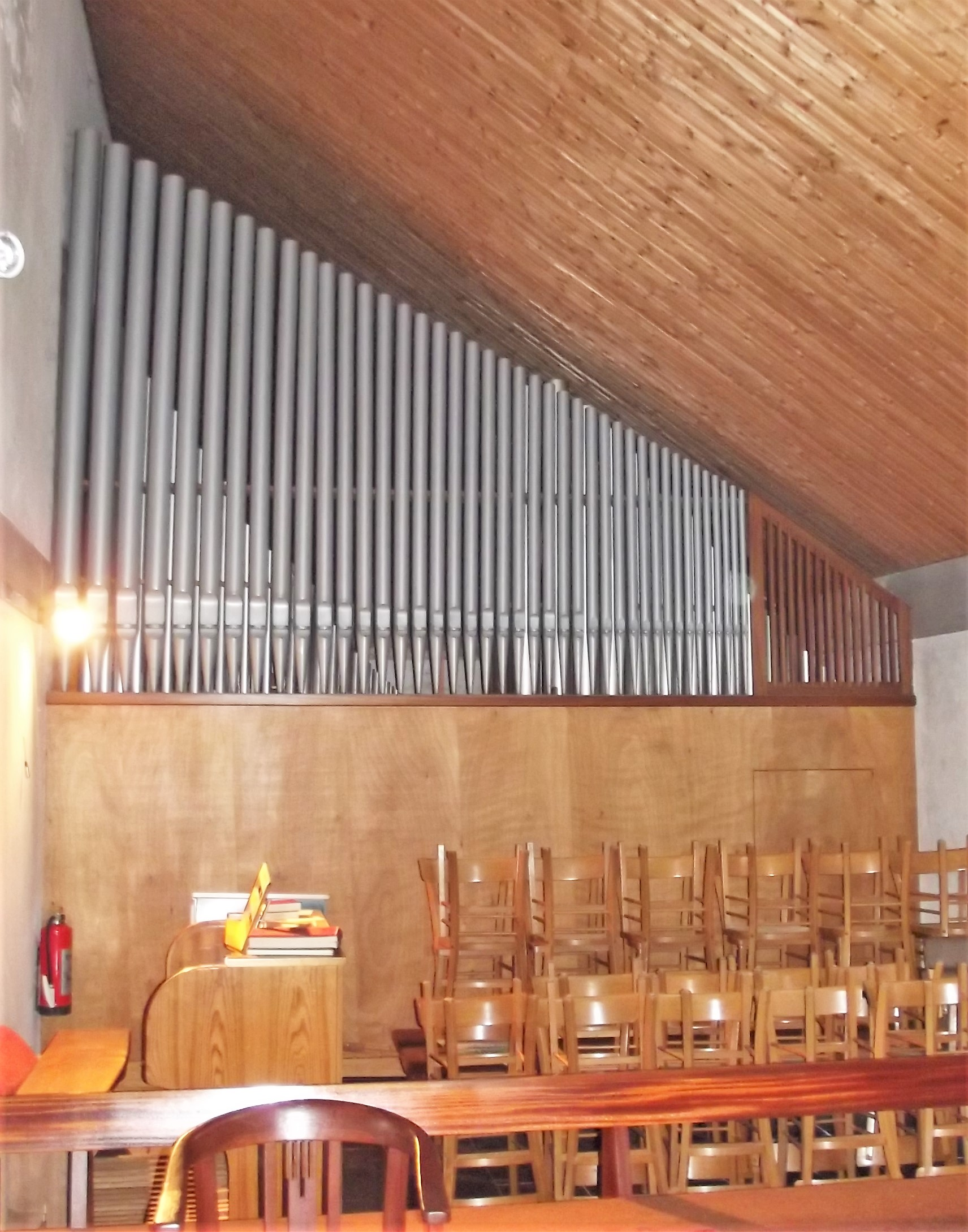
Weise-Orgel

Die Kirche St. Wendelinus ist eine römisch-katholische Filialkirche des Bistums Trier in Bierfeld, einem Ortsteil von Nonnweiler im Landkreis St. Wendel. Sie gehört zur Pfarrei St. Hubertus in Nonnweiler.

## Geschichte
Vor dem Bau der heutigen Filialkirche existierte bereits eine kleine barocke Kapelle in Bierfeld, in der wöchentlich eine Heilige Messe gefeiert wurde. Dennoch mussten die Bewohner von Bierfeld noch bis zur Einweihung der heutigen Kirche im Jahr 1962 für die Sonntagsmessen in die Pfarrkirche nach Nonnweiler gehen.

## Baubeschreibung
Das Gebäude befindet sich auf einem Hang in der Dorfmitte von Bierfeld. Das Kirchengebäude selbst besitzt einen rechteckigen Grundriss und wird von einem weit nach unten gezogenen Satteldach bedeckt. Der seitlich befindliche Hauptgang wird über eine Treppe erreicht, die durch das Untergeschoss des Kirchturmes hindurchführt. Dieser ist auf einem rechteckigen Grundriss im Stil des Brutalismus mit reinem Sichtbeton errichtet worden und bis auf die Glockenstube im oberen Drittel vollständig durchbrochen.
Fenster befinden sich ausschließlich an den Stirnseiten des Kirchenraums, wobei die große Buntglasfassade auf der dem Altar gegenüberliegenden Seite besonders hervorzuheben ist. Es zeigt Christus als Weltenrichter in einer abstrahiert figürlichen Formensprache, wie sie für die Bauzeit der Kirche charakteristisch ist. Nördlich des Altarraumes ist eine tiefe Nische vorhanden, in der die Orgel sowie an Festtagen ein Chor Platz finden. Eine Empore besitzt die Kirche nicht.
Im Untergeschoss der Kirche befinden sich zudem Gemeinderäume.

## Orgel
Die Orgel der Kirche wurde 1964 durch die niederbayrische Firma Michael Weise aus Plattling erbaut. Der chromatische Prospekt fügt sich in die vorgegebene Bauform der Nische ein. Das Instrument besitzt elektrische Trakturen und 14 Register auf zwei Manualen und Pedal. Die Disposition ist wie folgt:
| I Hauptwerk C–g3 |               |       |
| 1.               | Prinzipal     | 8′    |
| 2.               | Salicional    | 8′    |
| 3.               | Rohrflöte     | 4′    |
| 4.               | Oktave        | 2′    |
| 5.               | Mixtur IV     | 1 ⁄3′ |
| 6.               | Schalmei-Oboe | 8′    |

| II Positiv C–g3 |                 |       |
| 7.              | Gedackt         | 8′    |
| 8.              | Prästant        | 4′    |
| 9.              | Blockflöte      | 2′    |
| 10.             | Sesquialtera II | 2 ⁄3′ |
| 11.             | Cimbel II       | 1⁄2′  |

| Pedal C–f1 |             |     |
| 12.        | Subbass     | 16′ |
| 13.        | Oktavbass   | 8′  |
| 14.        | Choralflöte | 4′  |

- Koppeln: II/I, II/I (Sub), I/P, II/P
- Spielhilfe: Tutti